# Liu Yiqing
Œuvres principales
Shishuo xinyu
Liu Yiqing (劉義慶) (403-444) a compilé toute une série de récits courts et de conversations connus sous le titre d'Anecdotes contemporaines et nouveaux propos (Shishuo xinyu) qui constituent une des œuvres les plus attachantes de la littérature chinoise.
Roturier, Liu Yiqing a été prince de la famille impériale des Liu Song ou Song du Sud qui régna sur la Chine du Sud de 420 à 479. On ignore quel a été son rôle exact dans la rédaction du Shishuo xinyu : auteur, compilateur, prête-nom ?
À Liu Yiqing est aussi attribué le Youminglu (zh), recueil de ziguai (« faits étranges »).